# Щорсовский сельсовет
Щорсовский сельсовет — административная единица на территории Новогрудского района Гродненской области Республики Беларусь. Административный центр — агрогородок Щорсы.

## Состав
Щорсовский сельсовет включает 10 населённых пунктов:
- Авдеевичи — деревня.
- Антоновщина — деревня.
- Болотце — деревня.
- Гнесичи — деревня.
- Дужее Поле — хутор.
- Казенные Лычицы — деревня.
- Лавришево — деревня.
- Понемонь — деревня.
- Урожайная — деревня.
- Щорсы — агрогородок.

## История
Центр сельсовета — деревня Щорсы, в исторических источниках впервые упоминается в середине 15 столетия.

## Производственная сфера
- Щорсовское лесничество;
- СПК «Щорсы»

## Социальная сфера
Учреждения образования: ГУО «Щорсовский учебно-педагогический комплекс детский сад- средняя школа»
Учреждения здравоохранения: амбулатория врача общей практики, аптека в аг. Щорсы; ФАП в д. Лавришево.
Культура:
- Щорсовский сельский Дом культуры — центр технического творчества;
- Сельские библиотеки: аг. Щорсы, д. Лавришево.

## Памятные места
На территории сельсовета находятся воинские захоронения:
- Памятники воинам — землякам, погибшим в годы войны в аг. Щорсы и д. Лавришево
- Обелиск на месте расстрелянных в годы войны 33 советских активистов, местных жителей, обелиск на месте 7 расстрелянных мирных местных жителей в д. Щорсы
- Могила погибших в годы войны трёх советских летчиков, д. Гнесичи